# WWF Road to WrestleMania
 (octobre 2019).
Si vous disposez d'ouvrages ou d'articles de référence ou si vous connaissez des sites web de qualité traitant du thème abordé ici, merci de compléter l'article en donnant les références utiles à sa vérifiabilité et en les liant à la section « Notes et références ».
WWF Road to WrestleMania est un jeu vidéo commercialisé sur console portable Game Boy Advance par THQ, basé sur l'univers du pay-per-view de la World Wrestling Federation du même nom. Il est le tout premier jeu vidéo de la WWF à être commercialisé sur Game Boy Advance. La partie principale est le mode saison dans lequel les joueurs doivent gagner des matches dans le but d'obtenir le titre des championnats poids-lourds.
Le jeu est suivi par WWE Road to WrestleMania X8.